# 相対的過剰人口
相対的過剰人口（そうたいてきかじょうじんこう、英：relative surplus-population）は、マルクス経済学の用語。資本の有機的構成の高度化が資本蓄積の多くの局面で進むことにより、可変資本で購入する労働力の一部が過剰なものとなる。こうしたプロセスによって生み出される失業者を、相対的過剰人口という。産業予備軍とも呼ばれ、景気循環における好況時には労働力の需要の増加分をまかない、一方では、一定の失業者を出しておくことで労働者の使用人に対する発言力を弱める効果があるとされる。カール・マルクスはその主著資本論第1部第23章において、相対的超過人口を「資本蓄積の敵対」として説明し、自著の『哲学の貧困』の「生産関係に由来するブルショワジーの富の生産とプロレタリアートの貧困の生産の対比が生まれる」点を引用している。